# Брохольм, Мариус
Мариус Сивертсен Брохольм (норв. Marius Sivertsen Broholm; род. 26 декабря 2004, Тронхейм) — норвежский футболист, защитник французского клуба «Лилль».

## Клубная карьера
Брохолм — воспитанник клуба «Русенборг». 8 мая 2022 года в матче против «Стрёмгодсета» он дебютировал в Типпелиге. В 2023 году Брохолм на правах аренды перешёл в «Кристиансунн». 16 мая в матче против «Ранхейма» он дебютировал в Первой лиге Норвегии. 13 августа в поединке против «Йерва» Мариус сделал «дубль», забив свои первые голы за «Кристиансунн». По окончании аренды игрок вернулся в «Русенборг». 21 апреля 2024 года в поединке против «Хёугесунна» Мариус забил свой первый гол за клуб.